# جون ر. هابارد
جون ر. هابارد (بالإنجليزية: John R. Hubbard)‏ هو دبلوماسي ومؤرخ أمريكي، ولد في 3 ديسمبر 1918، وتوفي في 21 أغسطس 2011.

## وصلات خارجية
- جون ر. هابارد على موقع إن إن دي بي (الإنجليزية)